# Winterkoning
De winterkoning of vaak het winterkoninkje (Troglodytes troglodytes) is de enige winterkoningsoort die voorkomt in de Oude Wereld (Azië, Europa en Noord-Afrika). Het is een kleine, insectenetende vogel met een opvallend luide zang.

## Kenmerken
Het is een klein gedrongen, zandbruin vogeltje met een opgewipt staartje. De lichaamslengte bedraagt 9 tot 10 cm.. Zijn zang is helder, met vibrerende scherpe trillers.

## Leefwijze
Winterkoninkjes eten voornamelijk insecten en spinnen.

## Voortplanting
Ze kunnen tot drie nesten per jaar hebben, met vijf à acht jongen per nest. Deze nesten worden in het voorjaar door het mannetje gemaakt, in heggen, struiken en takkenbossen op een hoogte van ongeveer een meter boven de grond. Hij maakt er meestal ook meerdere per territorium.

## Verspreiding en leefgebied
Winterkoninkjes behoren tot een familie waarvan alle andere soorten uitsluitend in Amerika voorkomen. De (gewone) winterkoning komt voor in grote delen van Europa (inclusief IJsland), Azië en Noord-Afrika. Binnen dit gebied worden 28 ondersoorten onderscheiden:
- T. t. islandicus: IJsland
- T. t. borealis: Faeröereilanden
- T. t. zetlandicus: Shetlandeilanden
- T. t. fridariensis: Fair Isle bezuiden de Shetlandeilanden
- T. t. hirtensis: Saint Kilda ( buitenste Hebriden nabij westelijk Schotland)
- T. t. hebridensis: buitenste Hebriden behalve Saint Kilda
- T. t. indigenus: Ierland en Brittannië
- T. t. troglodytes: grootste gedeelte van het Europese vasteland
- T. t. kabylorum: noordwestelijk Afrika, Balearen en zuidelijk Spanje
- T. t. koenigi: Corsica en Sardinië
- T. t. juniperi: noordoostelijk Libië
- T. t. cypriotes: van Cyprus, westelijk en zuidelijk Turkije tot noordelijk Israël
- T. t. hyrcanus: Krim, noordelijk Turkije, Kaukasus en noordelijk en westelijk Iran
- T. t. tianschanicus: van noordoostelijk Afghanistan tot de bergen van Centraal-Azië
- T. t. subpallidus: van noordoostelijk Iran tot zuidelijk Oezbekistan en noordwestelijk Afghanistan
- T. t. magrathi: zuidoostelijk Afghanistan en westelijk Pakistan
- T. t. neglectus: westelijke Himalaya
- T. t. nipalensis: centrale en oostelijke Himalaya
- T. t. idius: noordelijk deel van Centraal-China
- T. t. szetschuanus: westelijk deel van Centraal-China
- T. t. talifuensis: zuidelijk China en noordoostelijk Myanmar
- T. t. dauricus: zuidoostelijk Siberië, noordoostelijk China, Korea en het eiland Tsushima
- T. t. pallescens: Kamtsjatka en de Komandorski-eilanden
- T. t. kurilensis: noordelijke Koerilen
- T. t. fumigatus: zuidelijke Koerilen, Sachalin en Japan
- T. t. mosukei: Izu-eilanden
- T. t. ogawae: Yakushima en Tanegashima
- T. t. taivanus: Taiwan

De winterkoning heeft zich aangepast aan zowel bosrijke als open gebieden, zoals boomloze eilanden. Verder broedt de vogel in parken en tuinen. Belangrijk is dat zich ergens dichte struwelen bevinden, zoals heggen, braamstruiken of dichte vegetaties bij water. De winterkoning is in Nederland en België een van de meest algemene vogelsoorten.

## Status
De winterkoning heeft een groot verspreidingsgebied en daardoor is de kans op de status kwetsbaar (voor uitsterven) uiterst gering. De grootte van de populatie werd in 2015 geschat op 215 tot 380 miljoen individuen en dit aantal neemt toe. Om deze redenen staat de winterkoning als niet bedreigd op de Rode Lijst van de IUCN.

## Volksnamen
De vogel heeft meer dan zestig vaak streekgebonden volksnamen. De Friese naam is tomke, wat in het Nederlands klein duimpje betekent. In Noord- en Zuid-Holland werd de vogel klein jantje genoemd. Een Vlaamse volksnaam is poverke.

## Galerij

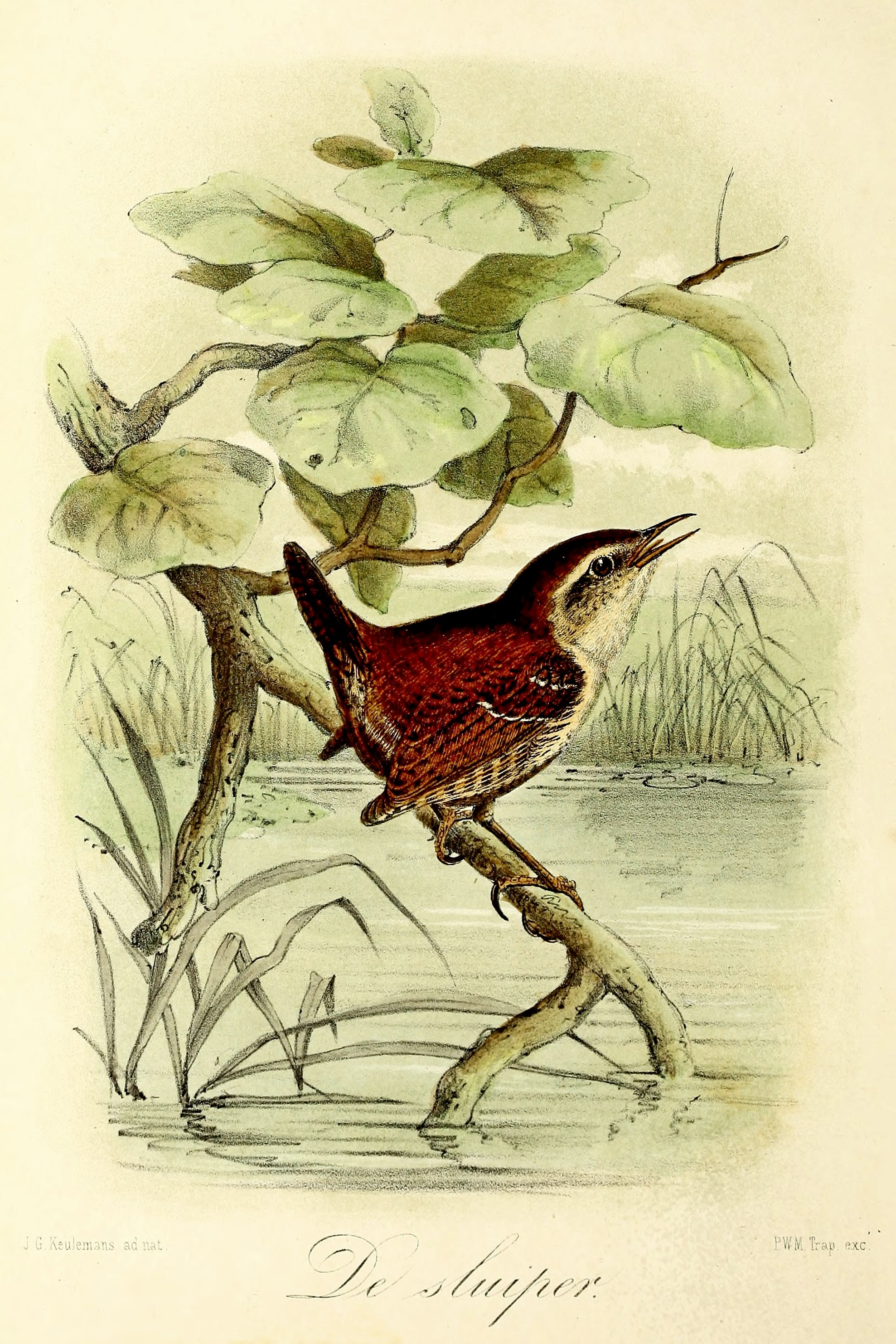
De sluiper (1869), John Gerrard Keulemans
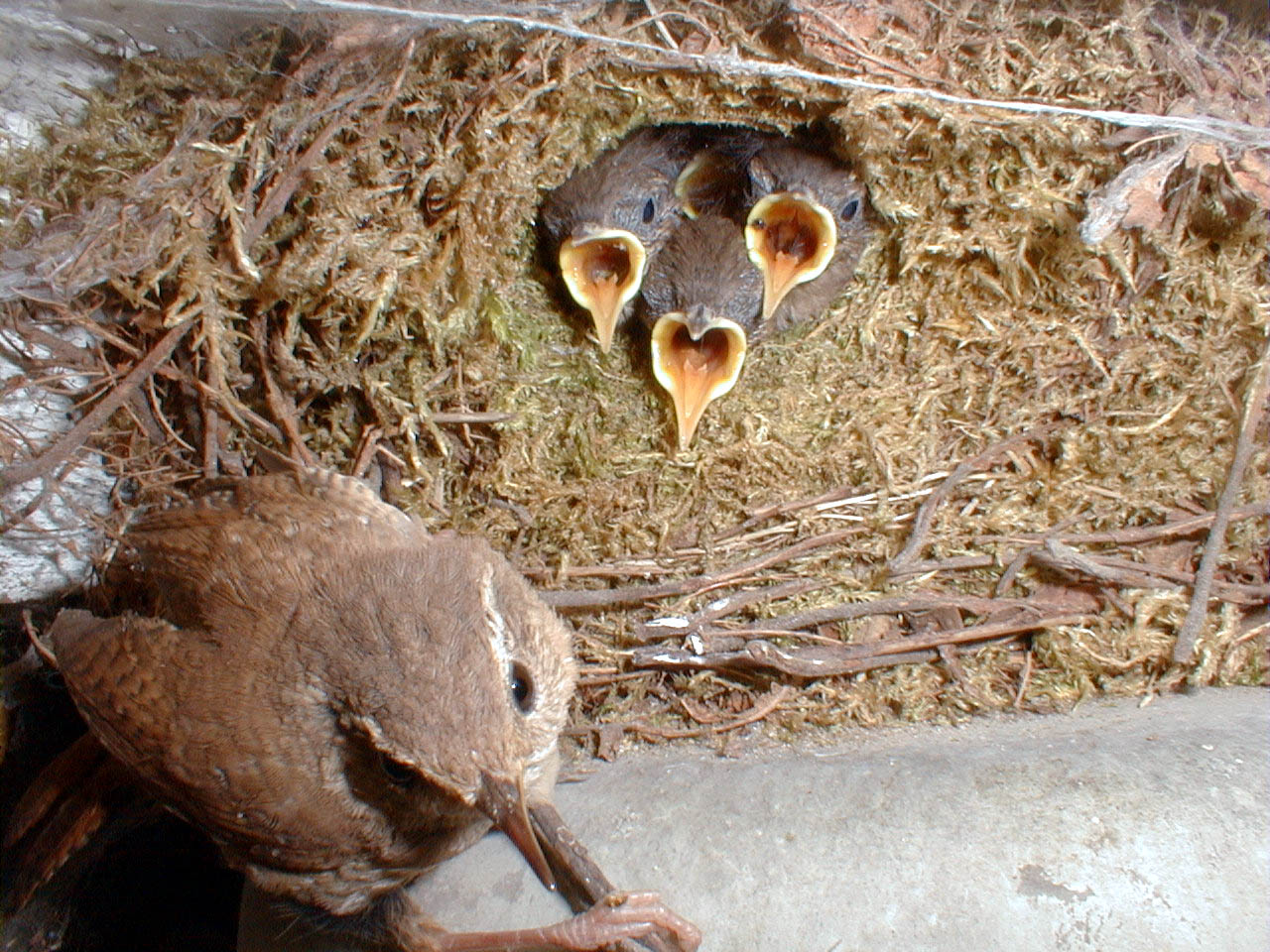
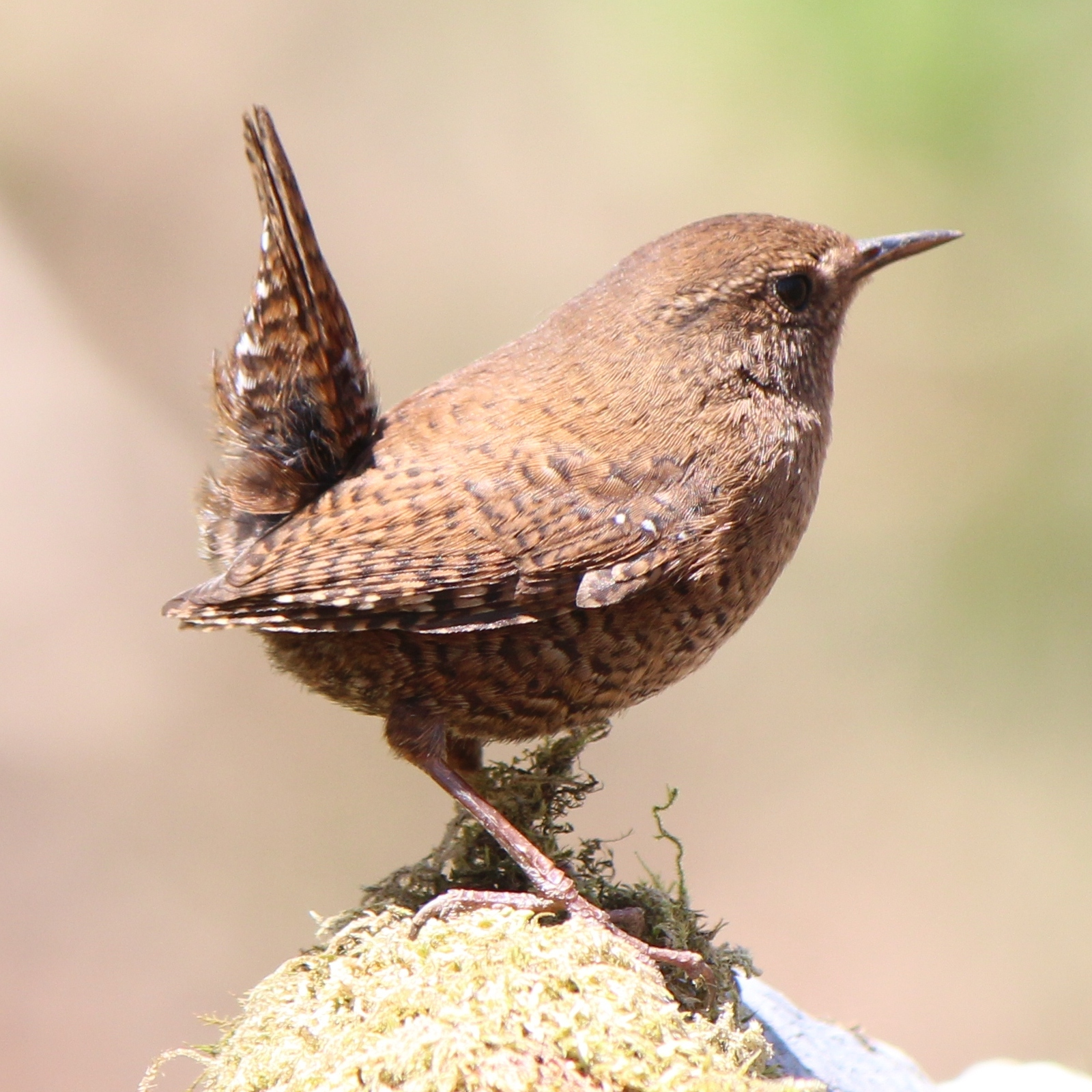
Winterkoning (T. t. fumigatus, de ondersoort van de Zuid-Koerilen, Sachalin en Japan)
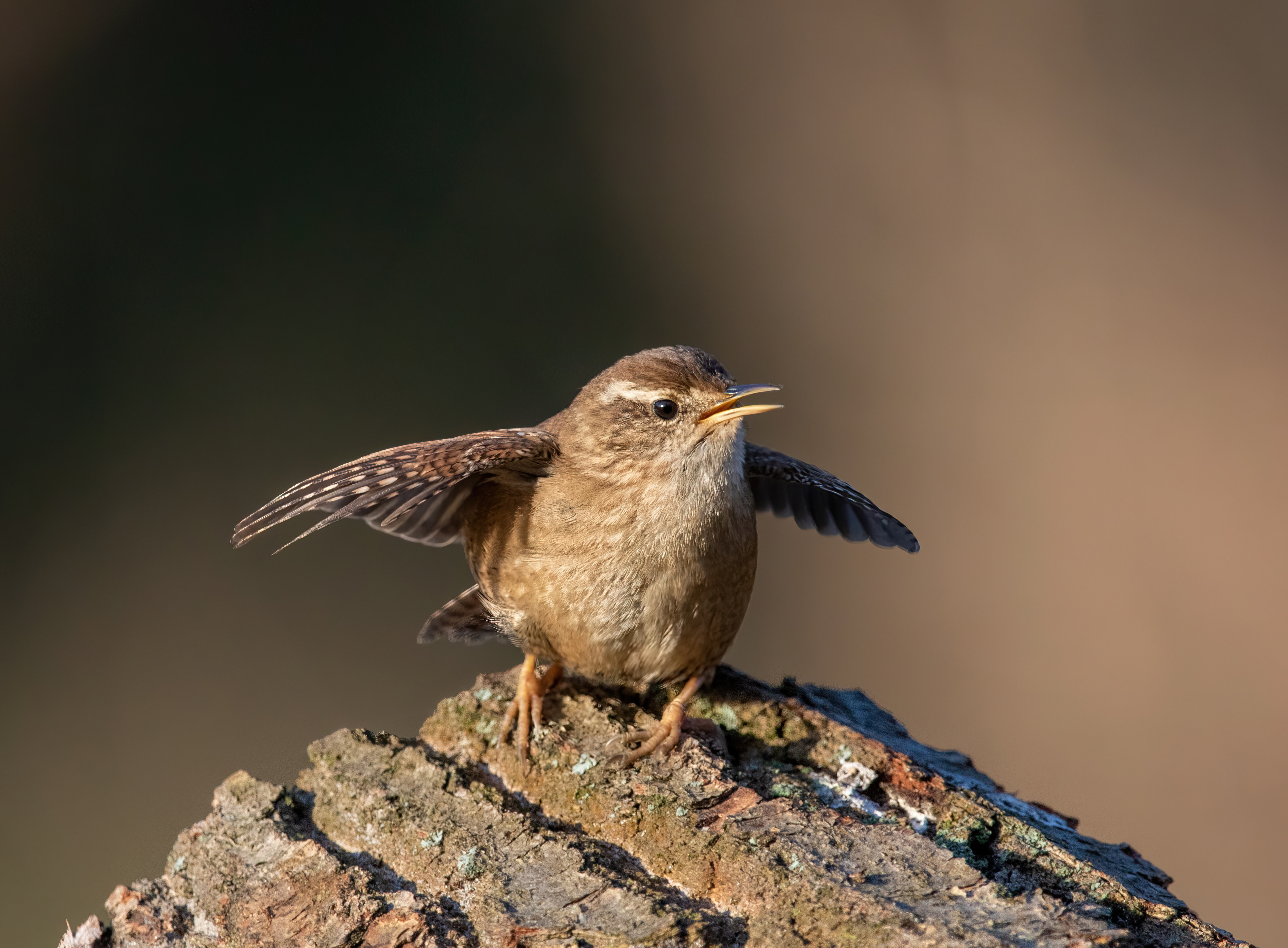

## Video
- Winterkoning op Texel